# Diocèse de Meath et Kildare
Le diocèse de Meath et Kildare est un diocèse anglican de l'Église d'Irlande dépendant de la province de Dublin.
Les principales cathédrales épiscopales du diocèse sont celles de :
- Saint-Patrick de Trim,
- Sainte-Brigitte de Kildare.